# Orectognathus csikii
Orectognathus csikii é uma espécie de formiga do gênero Orectognathus, pertencente à subfamília Myrmicinae.